# Мулаццано
Мулаццано (італ. Mulazzano) — муніципалітет в Італії, у регіоні Ломбардія, провінція Лоді.
Мулаццано розташоване на відстані близько 440 км на північний захід від Рима, 45 км на південний схід від Мілана, 18 км на південь від Лоді.
Населення — 5761 особа (2014).

## Демографія
Населення за роками:

Станом на 1 січня 2023 року в муніципалітеті офіційно проживало 537 іноземців з 37 країн, серед них 242 громадяни країн Євросоюзу та 21 громадянин України.

## Сусідні муніципалітети
- Казальмайокко
- Червіньяно-д'Адда
- Дрезано
- Гальганьяно
- Монтаназо-Ломбардо
- Паулло
- Таваццано-кон-Віллавеско
- Триб'яно
- Цело-Буон-Персіко